# آمار مقاوم
آمار باثبات  یا آمار مقاوم (به انگلیسی: robust statistics) راهی برای دستیابی به روش‌های پایه آماری است به طوری که برآوردها تحت تأثیر مقادیر نامتعارف بسیار بزرگ یا بسیار کوچک قرار نگیرد. در واقع آمار مقاوم، آماری با کارایی خوب برای داده‌ای است که از طیف گسترده توزیع احتمال بدست می‌آید، به ویژه برای توزیع‌هایی که نرمال نیستند. روش‌های آماری مقاوم برای حل بسیاری از مسائل رایج مانند تخمین مکان، مقیاس و پارامترهای رگرسیون توسعه یافته‌اند. یکی از انگیره‌ها ایجاد روش‌های آماری است که به‌طور بی‌جهت تحت تأثیر داده پرت قرار نمی‌گیرند. هدف دیگر فراهم‌کردن روش‌هایی با کارایی خوب در زمانی است که خروج‌های اندکی از توزیع‌های پارامتری وجود دارد. برای مثال، روش‌های مقاوم برای ترکیب دو توزیع نرمال با انحراف معیار مختلف به خوبی جواب می‌دهند، اما در این مدل، روش‌های غیرمقاوم مثل آزمون t کارایی خوبی ندارند.

## معرفی
آمار باثبات در جستجوی بدست آوردن روش‌هایی آماری است که تحت تأثیر داده‌های انحرافی در نمونه یا داده‌های نامتعارف نسبت به فرضیات مدل، قرار نمی‌گیرد و در عین حال قابل انطباق با روش‌های متداول آماری باشد. روش‌های پایهٔ آماری بر فرضیاتی بنا می‌شوند که در عمل و در بیشتر موارد فراهم کردن آن‌ها دشوار است. به ویژه معمول است که فرض شود باقی مانده‌ها به صورت گوسی توزیع شده‌اند، حداقل به‌طور تقریبی، یا آنکه قضیه حد مرکزی معتبر باقی می‌ماند تا تخمین‌هایی با توزیع گوسی تولید کند، اما متأسفانه وقتی در میان داده‌ها تعدادی نقطهٔ نامتعارف وجود داشته باشد روش‌های پایه کارایی اندکی از خود نشان می‌دهند. آماره‌های پارامتری باثبات سعی می‌کنند فرض توزیع گوسی در روش‌های پایه را با توزیع تی-استیودنت با درجهٔ آزادی کم یا حتی ترکیبی از دو یا چند توزیع جایگزین کنند.
برای برآورد کمی میزان ثبات یک روش آماری، سنجش‌های ثبات را تعریف می‌کنیم. دو سنجش بسیار متداول عبارتند از حد واژگونی و تابع تأثیر.

## مثال
- میانه، سنجشی باثبات از میزان تمایل به مرکز[۱] است درحالی که میانگین اینگونه نیست به‌طور مثال اگر در یک دسته از داده‌ها ۵۰٪ آن‌ها نامتعارف باشد باز مقدار میانه تغییر نمی‌کند اما اگر در یک دسته فقط یک دادهٔ نامتعارف داشته باشیم مقدار میانگین تغییر می‌کند. به بیان دیگر حد واژگونی برای میانه ۵۰٪ و برای میانگین صفر درصد است.
- انحراف مطلق از میانه[۲] و دامنهٔ میان‌چارکی[۳] برآورهای با ثباتی از پراکندگی آماری[۴] بدست می‌دهند درحالی که انحراف معیار و دامنه اینگونه نیستند.

ته‌بریده کردن یک روش عمومی برای باثبات کردن آماره است.